# Triclonella
Triclonella is een geslacht van vlinders van de familie Wilgenroosjesmotten (Momphidae), uit de onderfamilie Cosmopteriginae.

## Soorten
- T. aglaogramma Meyrick, 1931
- T. bicoloripennis Hodges, 1962
- T. calyptrodes Meyrick, 1922
- T. cruciformis Meyrick, 1931
- T. cupreonivella Walsingham, 1880
- T. chionozona Meyrick, 1931
- T. determinatella (Zeller, 1873)
- T. diglypta Meyrick, 1931
- T. elliptica Meyrick, 1916
- T. etearcha Meyrick, 1920
- T. iphicleia Meyrick, 1924
- T. pergandeella Busck, 1900
- T. philantha Meyrick, 1920
- T. pictoria Meyrick, 1916
- T. rhabdophora Forbes, 1930
- T. sequella Busck, 1914
- T. trachyxyla Meyrick, 1920
- T. triargyra Meyrick, 1920
- T. turbinalis Meyrick, 1933
- T. umbrigera Meyrick, 1928
- T. xanthota Walsingham, 1912
- T. xuthocelis Hodges, 1962